# Floortje Smit (zangeres)
Floortje Smit (Amsterdam, 16 juli 1983) is een Nederlands zangeres en verliezend finalist van de talentenshow Idols 3 in 2006 en The voice of Holland in 2012. Ze vervulde de rol van "Ozzy" in de rockmusical We Will Rock You. Deze musical liep tot 13 augustus 2011.

## Jeugd
Smit werd in 1983 geboren in Amsterdam, maar groeide op in het Brabantse Oss.

## Muziek
In 1999 deed ze mee aan de soundmixshow met "Hero" van Mariah Carey, ze won de publieksprijs en eindigt als 4de.
In 2006 deed ze mee aan de talenten jacht Idols. Ze behaalde de finale maar werd geplaagd door een keelontsteking. Na Idols kreeg ze een platencontract bij The Entertainment Group en maakte ze de singles 'Wake up', 'Starts with goodbye', 'Justice' en 'Blindspot' en het album Fearless. Met Jerry Given nam zij de single 'Town' op.
in 2006 stond Smit drie avonden in de Amsterdam ArenA tijdens Toppers in concert 2006.

## Shows
Vanaf 2008 was Smit ieder weekend te zien in de Dinnershow Of Dreams bedacht door Frank Wentink, een 5 uur durende show met showballet, zang en sfeer. Smit was te zien tot juni 2010. 
In 2012 zat Smit in de finale van The voice of Holland. Ze werd hier derde.

## Musical
Van 21 augustus 2010 tot 13 augustus 2011 vervulde ze de rol van de sexy rebelse Ozzy/Meat2010 in de musical We Will Rock You  in het Beatrix Theater in Utrecht.

## Debuutalbum "Fearless"
Op 20 april 2007 verscheen haar eerste cd Fearless. De productie was van Fluitsma en Van Tijn. Op het album staat onder andere een duet met de Ierse zanger Ronan Keating. De tweede single die van het album kwam was Starts with goodbye, een cover van een lied van de Amerikaanse zangeres Carrie Underwood. Deze was al op 5 maart 2007 te downloaden en lag op 16 maart 2007 in de winkel. De derde single van het album was 'Justice' en kwam met bijbehorende videoclip uit op 20 juli. 'Justice' is een cover van het in 2004 door Lemar uitgebrachte 'If there's any justice'.

## Verdere activiteiten
Op 21 april 2008 kwam haar single Blindspot uit. De single kwam niet hoger dan plaats 82 in de Single Top 100.
Anno 2022 is Smit stewardess en niet meer actief in de muziek.

## Discografie

### Albums
| Album met eventuele hitnotering(en) in de Nederlandse Album Top 100 | Datum van verschijnen | Datum van binnenkomst | Hoogste positie | Aantal weken | Opmerkingen |
| ------------------------------------------------------------------- | --------------------- | --------------------- | --------------- | ------------ | ----------- |
| Fearless                                                            | 2007                  | 20-04-2007            | 43              | 6            |             |

### Singles
| Single met eventuele hitnotering(en) in de Nederlandse Top 40 | Datum van verschijnen | Datum van binnenkomst | Hoogste positie | Aantal weken | Opmerkingen                 |
| ------------------------------------------------------------- | --------------------- | --------------------- | --------------- | ------------ | --------------------------- |
| Wake up                                                       | 2006                  | 22-09-2006            | tip5            | -            | Nr. 27 in de Single Top 100 |
| Starts with goodbye                                           | 2007                  | 16-03-2007            | tip2            | -            | Nr. 22 in de Single Top 100 |
| Blindspot                                                     | 21-05-2008            | -                     |                 |              | Nr. 82 in de Single Top 100 |
| Alone                                                         | 07-09-2012            | -                     |                 |              | Nr. 3 in de Single Top 100  |
| Heavy cross                                                   | 16-11-2012            | -                     |                 |              | Nr. 40 in de Single Top 100 |
| She wolf                                                      | 23-11-2012            | -                     |                 |              | Nr. 33 in de Single Top 100 |
| Let her go                                                    | 30-11-2012            | -                     |                 |              | Nr. 69 in de Single Top 100 |
| Every breath you take                                         | 07-12-2012            | 15-12-2012            | tip5            | -            | Nr. 7 in de Single Top 100  |
| Revelation feat. JEFFK                                        | 07-10-2014            | -                     | -               | -            | -                           |